# Marmosa xerophila
Marmosa xerophila is een zoogdier uit de familie van de Opossums (Didelphidae). De wetenschappelijke naam van de soort werd voor het eerst geldig gepubliceerd door Handley & Gordon in 1979.

## Voorkomen
De soort komt voor in Colombia en Venezuela.